# Алиев, Кемал Гасан оглы
Кемал Гасан оглы Алиев (азерб. Kamal Həsən oğlu Əliyev) — советский и азербайджанский историк, доктор исторических наук (1982).

## Биография
Камаль Алиев родился в Баку в 1927 году. В 1952 году окончил Ленинградский государственный университет. С этого года он работал в Институте истории АН Азербайджанской ССР. Он исследовал вопросы, связанные с историей Кавказской Албании. Он автор около 300 научных работ, в том числе нескольких монографий. Он умер в 2012 году в Баку.

## Основные научные труды
- Кавказская Албания. Б., 1974
- Античные источники по истории Азербайджана. Б., "Эльм", 1987, 132 с.[2]
- Античная Кавказская Албания. Б., "Азернешр", 1992, 238 с.[3]
- Писатели античности об Азербайджане. СПб.–Б., 2001
- Швабы и Азербайджан. Б., 2003
- Древнегреческие и латинские первоисточники по истории древнего Азербайджана. Б., 2010.